# Albarola
Albarola ist eine italienische Weißweinsorte. Sie wird in Ligurien (Metropolitanstadt Genua und Provinz La Spezia), in der Toskana (Provinz Massa-Carrara) und in Sizilien angebaut. Die Rebflächen in den drei Regionen umfassen gut 4.180 Hektar.
Albarola findet zusammen mit anderen Sorten in den DOC-Weinen Cinque Terre (maximal 20 %), Candia dei Colli Apuani, Colline di Levanto und Val Polcevera Verwendung. Die frühreifende Sorte ist eher neutral und wird nur als Verschnittpartner eingesetzt. In Ligurien findet die Sorte auch als Tafeltraube Verwendung.
Siehe auch den Artikel Weinbau in Italien sowie die Liste von Rebsorten.

## Synonyme
Die Rebsorte Albarola ist auch unter den Namen Albarola Bianca, Albarola dei Piani, Albarola di Lavagna, Albarola di Sestri, Albarola Trebbiana, Arbarola, Arbarola Trebbiana, Bianchetta, Bianchetta Bianca, Bianchetta del Genovesato, Bianchetta Genovese, Bianchetto, Calcatella, Calcatella di Sarzana, Erbarola, Gianchetta, Gianchetto, Giunchetta, Giunchetto, Temosci, Trebbiana Bianca, Trebbiana di Sarzana e Carrara, Trebbiana Nostrale, Trebbiano Albarola, Trebbiano di Sarzana, Trebbiano Locale, Uva Albarola und Uva Albarola Genovese bekannt.

## Ampelographische Sortenmerkmale
In der Ampelographie wird der Habitus folgendermaßen beschrieben:
- Die Triebspitze ist offen. Sie ist hellgrün und weißwollig behaart jedoch ohne karminroten Anflug. Die Jungblätter sind glänzend und hellgrün gefärbt. Lediglich die Blattunterseite ist leicht wollig behaart.
- Die mittelgroßen Blätter sind entweder nicht gelappt oder dreilappig und kaum gebuchtet (siehe auch den Artikel Blattform). Die Stielbucht ist kaum geöffnet. Das Blatt ist stumpf gezahnt. Die Zähne sind im Vergleich der Rebsorten mittelgroß.
- Die walzen- oder kegelförmige Traube ist klein bis mittelgroß (im Mittel 117 Gramm) und dichtbeerig. Die rundlichen Beeren sind mittelgroß und von grüngelber Farbe.

Die Rebsorte Albarola reift ungefähr 10 Tage nach dem Gutedel. Sie zählt damit zu den noch früh reifenden Sorten. Albarola ist eine Varietät der Edlen Weinrebe (Vitis vinifera). Sie besitzt zwittrige Blüten und ist somit selbstfruchtend. Beim Weinbau wird der ökonomische Nachteil vermieden, keinen Ertrag liefernde, männliche Pflanzen anbauen zu müssen.